# Isla de Peucang
La isla de Peucang, perteneciente a Indonesia, se encuentra al este de la isla de Java, separada de la isla de Panaitan por el estrecho homónimo. Se encuentra a una milla al norte del sitio conocido antiguamente como "Primer Punto de Java", también llamado Cabeza de Java
Actualmente Peucang es una atracción turística reconocida por sus playas de arena blanca. Junto a las islas Panaitan y Handeuleum forma parte del parque nacional Ujung Kulon y es reconocida por la UNESCO como Patrimonio de la Humanidad.

## Origen del nombre
En los tiempos de la exploración los navegantes holandeses la denominaron Meeuwen Eiland, isla de las gaviotas. Los marinos ingleses contrajeron el nombre a Mew Island y luego a New Island. Cuando el navegante de las Provincias Unidas del Río de la Plata, Hipólito Bouchard la visitó en 1817, la llamó Isla Nueva. Su nombre actual "Peucang" se origina en el nombre de un caracol común en sus playas.

## Sucesos históricos
El 7 de noviembre de 1817 fondeó en sus costas la fragata La Argentina, llegaba luego de cruzar el Índico con su tripulación gravemente enferma de escorbuto. Procurando restablecer la salud de los marinos se procedió a enterrarlos hasta el cuello en pozos de unos cuatro pies de profundidad. La operación fue supervisada por el médico de a bordo, el doctor Copacabana, y había asignados hombres para suministrarles todo lo que pudieran necesitar los convalecientes. Uno de los enfermos señaló: "...aunque hemos perdido un número considerable de nuestros hombres, no hay duda en mi mente que al ser enterrados se salvaron varias vidas, y la mía entre ellas... "  El 18 de noviembre la fragata abandonó la isla prosiguiendo su viaje

## Flora y fauna
El bosque de la isla Peucang forma parte de los ecosistemas de selva tropical de tierras bajas. Una vegetación exuberante cubre completamente el interior de la isla. La flora en esta región incluye árboles de gran envergadura como la teca de Borneo (Intsia bijuga), el keruing (Dipterocarpus hasseltii), el Mirto Gigante (Lagerstroemia speciosa), el cerlang (Pterospermum diversifolium) y rain ki (Engelhardia serrata). También se destaca la presencia de higuerones que crecen sobre los troncos de otras especies a las que estrangulan a medida que se desarrollan.
La fauna, también abundante, se caracteriza por la presencia del ciervo de Timor (Rusa timorensis), el buey de Java (Bos sondaicus), el pavo real (Pavo muticus), el mono de Java (Trachypithecus auratus), jabalí verrugoso (Sus verrucosus) y lagartos. Por ser parte integral de un parque nacional su flora y fauna están protegidas.